# AG København
AG Kopenhaga – męski klub piłki ręcznej z Danii z siedzibą w Kopenhadze

## Historia
Klub powstał w 2010 roku w wyniku wykupienia licencji od klubu FCK Håndbold. W tworzenie drużyny zaangażował się inwestor duński Jesper Nielsen, właściciel koncernu Pandora, który dotychczas był głównym sponsorem niemieckiego klubu Rhein-Neckar Löwen. 31 lipca 2012 klub ogłosił bankructwo.

## Sukcesy
- Mistrzostwa Danii:
  -  (2x) 2011, 2012
- Puchar Danii:
  -  (3x)  2010, 2011, 2012
- Liga Mistrzów:
  -  (1x) 2012